# ویل کلای
ویل کلای (انگلیسی: Will Claye؛ زادهٔ ۱۳ ژوئن ۱۹۹۱) یک ورزشکار دو و میدانی اهل ایالات متحده آمریکا است. وی در مسابقات کشوری و بین‌المللی در مجموع برندهٔ ۱ مدال طلا، ۲ مدال نقره، ۳ مدال برنز شده‌است. او در ۲۰۱۱ دئگو برنده مدال برنز و مسابقات داخل سالن جهان که سال ۲۰۱۲ در استانبول برگزار شد، برنده مدال طلا شده است. در بازی‌های المپیک تابستانی ۲۰۱۲ او در رشته پرش طول مدال برنز و در رشته پرش سه‌گام مدال نقره را از آن خود کرد.

## بهترین رکوردهای شخصی
| رشته                   | بیشترین طول (متر) | مکان                            | تاریخ         |
| ---------------------- | ----------------- | ------------------------------- | ------------- |
| پرش سه‌گام فضای باز     | ۱۷٫۷۵             | ساکرامنتو، کالیفرنیا، کالیفرنیا | ۲۷ژوئن ۲۰۱۴   |
| پرش سه گام (داخل سالن) | ۱۷٫۷۰             | استانبول، ترکیه                 | ۱۱ مارچ ۲۰۱۲  |
| پرش طول (فضای باز)     | ۸٫۲۹              | آتن، جورجیا،                    | ۱۴ مه ۲۰۱۱    |
| پرش طول (داخل سالن)    | ۸٫۲۴              | فایت‌ویل (آرکانزاس),             | ۱۰ فوریه ۲۰۱۲ |